# Bianco di Castelfranco Emilia
Il Bianco di Castelfranco Emilia, o Vino bianco di Castelfranco Emilia, è un vino bianco che ha conquistato il titolo di Indicazione geografica tipica. La zona di produzione è tra le province di  Modena e  Bologna.

## Storia
La storia di tale vino risulta essere molto antica: è noto, infatti, sin dai primi testi di viticoltura, il consumo di tale alcolico nel territorio di Castelfranco Emilia.

## Tipologia
Il bianco di Castelfranco Emilia può essere bianco o bianco frizzante e le uve devono provenire, per un minimo del 60%, dal vitigno Montù.

## Abbinamenti gastronomici
Antipasti:
- Bagnet verd: acciughe dissalate in salsa verde[3]
- Acciughe sotto sale, dissalate e poste sott'olio
- Pasta d'acciughe

Primi piatti di pasta:
- Lasagne al forno
- Risotto alla bolognese[4]
- Tortelli di zucca

Secondi piatti di carne, pesce:
- Cotechino di Modena
- Gran bollito misto[5]
- Cotoletta alla bolognese
- Fritto misto di pesce[6]
- Gamberi e merluzzo bolliti[7] conditi con olio/limone,
- Sogliola alla mugnaia[8]
- Anguilla

Contorni:
- Carciofi e broccoli fritti[9]
- Melanzane e zucchine impanate e fritte[10]
- Frittelle di zucchine[11]

Nelle tipologie più strutturate anche con 
- Parmigiano-Reggiano
- formaggi erborinati
- Squacquerone

Dolci:
- Frittelle[12]
- Frittelle di mele[13]
- Certosino di Bologna

Fast food:
- Focaccia
- Patatine
- Pizza